# Puig Casibrós
Puig Casibrós är en bergstopp i Spanien.   Den ligger i provinsen Província de Lleida och regionen Katalonien, i den nordöstra delen av landet, 500 km nordost om huvudstaden Madrid. Toppen på Puig Casibrós är 2 069 meter över havet, eller 90 meter över den omgivande terrängen. Bredden vid basen är 1,1 km.
Terrängen runt Puig Casibrós är huvudsakligen bergig, men åt sydväst är den kuperad. Trakten runt Puig Casibrós är nära nog obefolkad, med mindre än två invånare per kvadratkilometer. Närmaste större samhälle är Sort, 19,7 km sydväst om Puig Casibrós. I omgivningarna runt Puig Casibrós växer i huvudsak blandskog.